# Achipteria hasticeps
Achipteria hasticeps är en kvalsterart som först beskrevs av Hull 1914.  Achipteria hasticeps ingår i släktet Achipteria och familjen Achipteriidae. Inga underarter finns listade i Catalogue of Life.